# うみねこプラザ
うみねこプラザとは、青森県八戸市尻内にあるJR東日本・青い森鉄道：八戸駅の駅ビル。

## 概要
「プラザ1」「プラザ2」の2棟で構成される。株式会社ジャスター(現在は、JR東日本東北総合サービス)が運営しており、初の郊外型駅ビルであるとともに、公共施設がテナントとして入居した駅ビルでもある。「プラザ1」の3階には多数の飲食店が入居するほか、駅ビルに隣接して複数の飲食店や土産店が設置されている。

## 沿革
東北新幹線八戸駅開業にあたり、八戸市ではJR東日本に対し駅ビル建設を要望していたが、当初JR東日本側は郊外型の駅ビルは前例になく、経営上の問題から難色を示していた。そこで八戸市側は駅ビルの安定的な経営を図る手段として、上長支所や図書館など公共施設が入居することを提案し、駅ビル建設が決まった。
- 2001年7月13日 - 八戸駅に駅ビル建設が決定。
- 2001年9月4日 - 着工。
- 2002年11月22日 - 八戸駅うみねこプラザオープン。

## 主なテナント

### プラザ1
- ホテルメッツ八戸 - 4階～8階
- 八戸市図書情報センター（八戸市立図書館分館） -1階

### プラザ2
- 八戸市八戸駅市民サービスセンター（旧八戸市上長支所） - 2階
- ドトールコーヒーショップ八戸駅店 - 1階

### かつて存在したテナント
- はちのへ総合観光プラザ - プラザ1（2階） 東北新幹線八戸駅開業に合わせて2002年11月開設、2022年11月23日に営業終了（2022年12月3日に八戸駅新幹線改札口正面に移転して「はちのへ観光案内所」に改称）[3]
- 文教堂書店八戸駅店 - プラザ2（3階） 2021年3月8日閉店[4]